# أحمد حاتمي
أحمد علي حاتمي (مواليد 25 أغسطس 1980 ، لاعب كرة قدم قطري من أصل بحريني يجيد اللعب في مركز حارس مرمى.
لعب سابقاً في أندية العربي و الشحانية و السد و السيلية و لخويا .

## نادي الدحيل
كان يلعب في نادي لخويا و في عام 2017 صدر قرار بدمج نادي لخويا مع نادي الجيش تحت مسمى نادي الدحيل و انظم بعدها إلى نادي الدحيل .